# 李晓林
李晓林（1953年—），男，北京人，中华人民共和国企业家，林达集团董事长。中华思源工程扶贫基金会副理事长兼秘书长。
李晓林是全国政协委员、中国民主建国会中央常委、林达集团董事长、中华思源扶贫基金会副理事长兼秘书长。林达集团为大型民营企业，主要经营空调、医药、纺织品进出口、宾馆酒店、房地产、金融投资等等，在北京先后投资建设了牡丹园公寓、西直门华侨公寓、紫玉饭店、幸福公寓、林达公寓、林达海鱼广场、远洋新干线等等项目。
李晓林曾获得国际科学与和平周特别贡献奖、2006年十大中华管理英才人物、改革开放30年中国地产推动力人物、2009北京经济推动力人物、2009新浪乐居年度风云人物等称号。

## 生平
李晓林1953年生于北京，是中国人民大学硕士。中国人民大学工商管理博士，法国马赛商学院工商管理博士。1985年，李晓林以2000元人民币起家，先后投身电缆和彩电等贸易。后来留学日本。1990年，李晓林从日本回到中国，开始在北京进行房地产投资，后来成为北京市最大的房地产开发商之一。 他是林达国际投资集团董事长。
2011年1月15日，当选环球华商协会主席。2018年2月24日，当选为第十三届全国人大代表。
因在脱贫攻坚战中作出突出贡献，2021年2月25日全国脱贫攻坚总结表彰大会上，李晓林被授予“全国脱贫攻坚先进个人”。